# Amsterdam Pirates
Amsterdam Pirates er en baseballklub i Amsterdam, Holland, der pr. spiller i den Hollandske førstedivision. Den blev grundlagt i 1959 som en udvidelse til fodboldklubben SV Rap. I de første år var den kendt som RAP Pirates, men efter nogle få år ændredes navnet til at være efter amerikansk tradition (først bynavn dernæst klubnavn) og blev Amsterdam Pirates.
Amsterdam Pirates spiller på Pirates Resort i Osdorp, i den vestlige del af Amsterdam. Stadionet er kandidat til at huse EM i softball 2007. 
Klubben blev hollandske mestre i 1987 og 1990. De seneste par år har de dog befundet sig i den nederste del af ligaen, som domineres af Neptunus fra Rotterdam. Tidligere var der også et andet hold i Amsterdam, Amstel Tijgers. Klubben er den andenstørste i Holland (efter Almere).